# Maison Qwensel
La maison Qwensel (finnois : Qwenselin talo) est la plus ancienne maison en bois de Turku.

## Historique
Construite en 1700 selon le plan d'urbanisme de 1652 dans une zone réservée à la noblesse.
La maison a été construite pour Wilhelm Johan Qwensel assesseur à la cour d'appel de Turku.
Elle héberge maintenant le musée de la pharmacie.